# Riudecols
Riudecols település Spanyolországban, Tarragona tartományban. Riudecols Alforja, Tarragona, Botarell, Riudecanyes és Duesaigües községekkel határos. Lakosainak száma 1232 fő (2024).

## Népesség
A település népessége az elmúlt években az alábbi módon változott:
| Lakosok száma | 422  | 1308 | 1144 | 927  | 910  | 1064 | 1296 | 1254 | 1180 | 1232 |
|               | 1717 | 1887 | 1936 | 1960 | 1986 | 2004 | 2009 | 2014 | 2019 | 2024 |